# 佐賀インターナショナルバルーンフェスタ

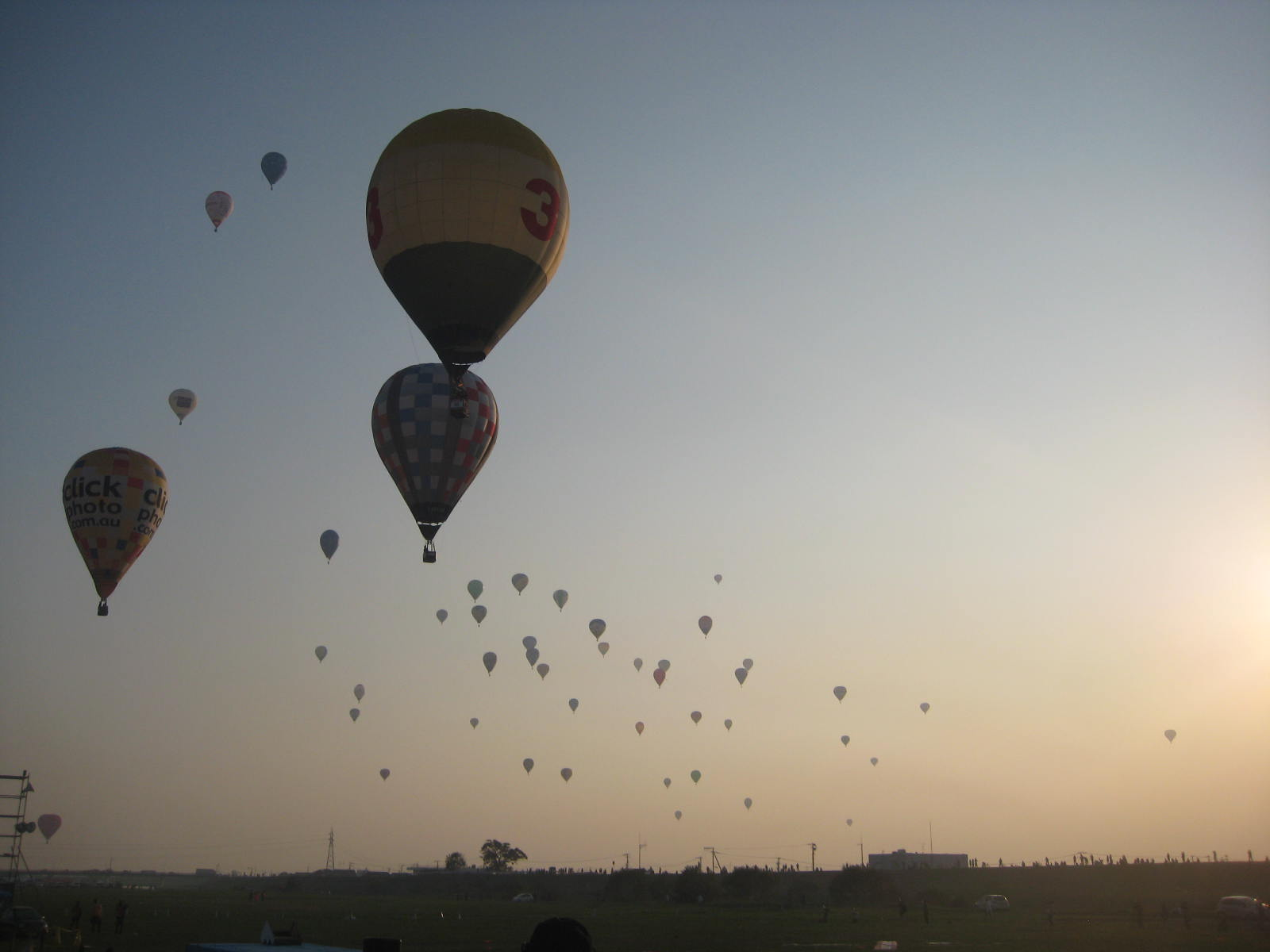
競技中のバルーン

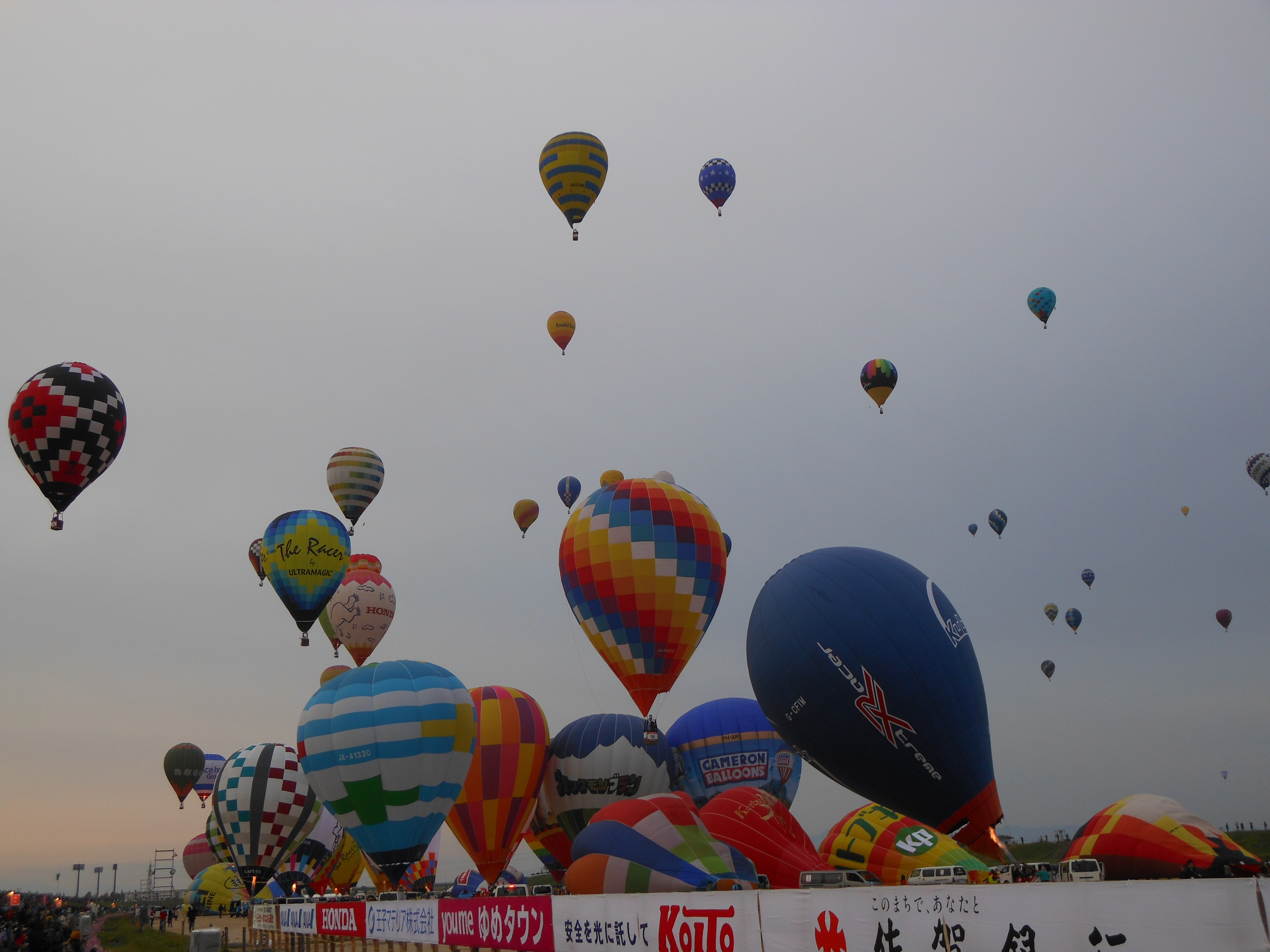
河川敷から一斉に離陸するバルーン

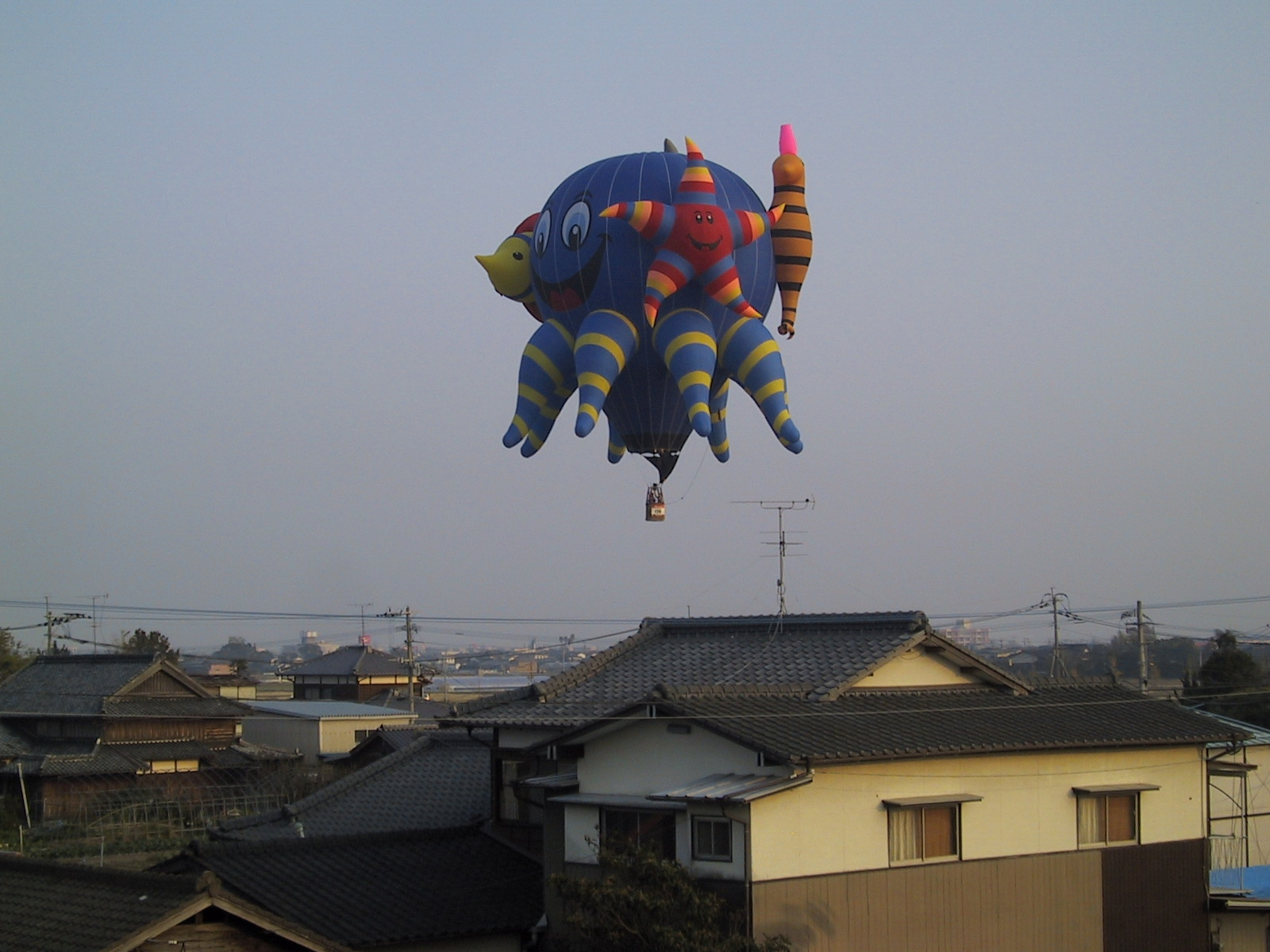
住宅地付近を低空飛行するバルーン。大会中はこのような光景が市内各地で見られる。

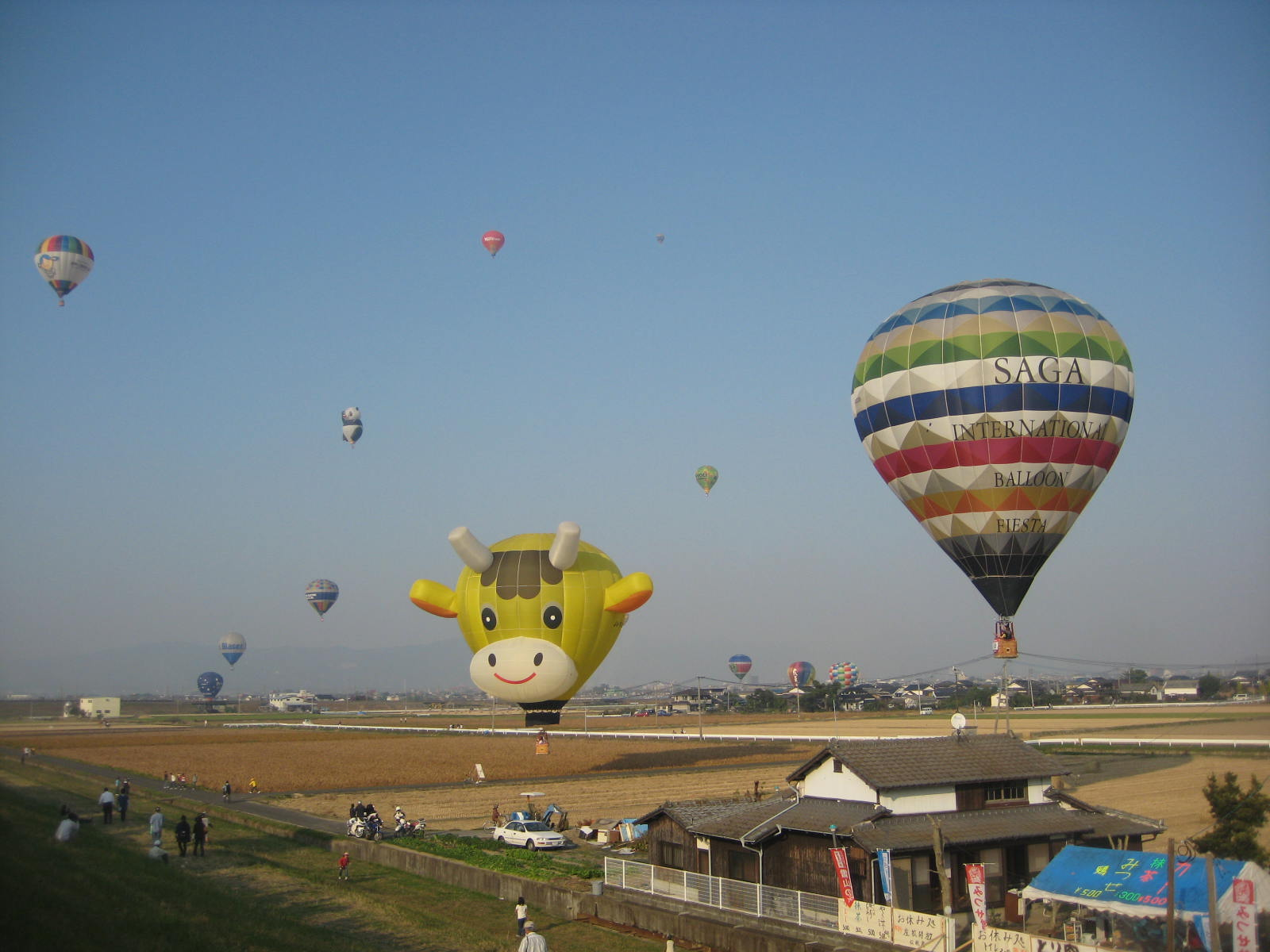
農閑期の水田を使用して離着陸するバルーン

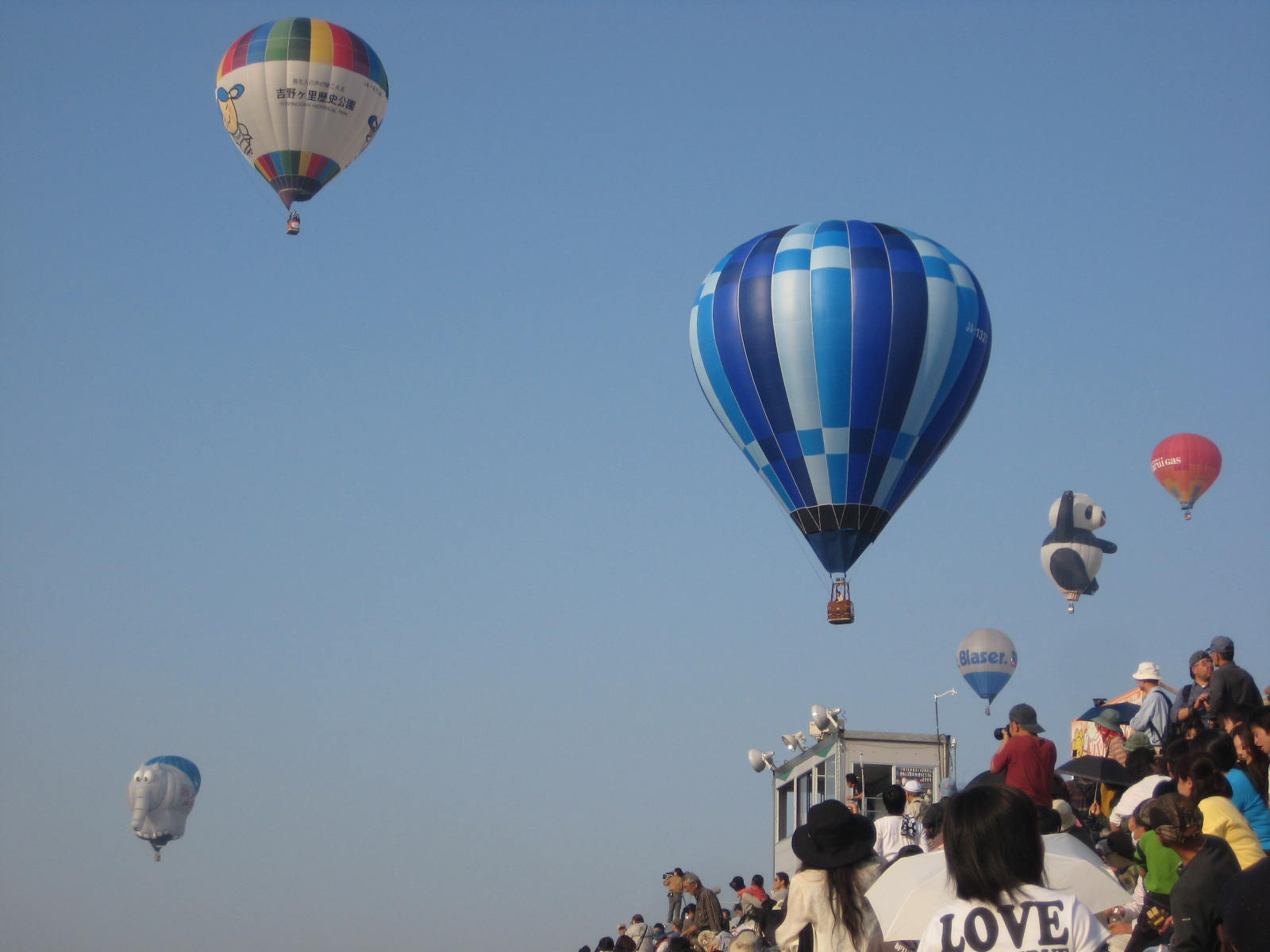
競技中のバルーンとそれを見物する観客

『佐賀インターナショナルバルーンフェスタ』（さがインターナショナルバルーンフェスタ、英 : SAGA International Balloon Fiesta）は、佐賀県佐賀市の嘉瀬川河川敷を主な会場として毎年秋に開催される熱気球競技大会である。

## 歴史

### 1978年（昭和53年）
福岡県甘木市で熱気球大会『バルーンフェスタ・イン九州』の開催が始まる。

### 1980年（昭和55年）
前年までの開催場所が福岡空港の離着陸圏内に影響することから移転となり、初めての佐賀で熱気球大会が開催される。その後毎年11月に大会を開催するようになる。

### 1981年（昭和56年）
『バルーンフェスタ・イン佐賀』と名称を変更。

### 1984年（昭和59年）
熱気球世界選手権誘致に向け、国際大会となり『佐賀インターナショナルバルーンフェスタ』と名称を変更。熱気球日本選手権も同時に開催するようになる。「パシフィックカップ」を制定。

### 1988年（昭和63年）
9月23日、バルーンでの交流をきっかけとして、佐賀市とウォーレン郡・グレンズフォールズ市（ともにアメリカ合衆国ニューヨーク州）が姉妹都市提携を結ぶ。

### 1989年（平成元年）
アジアで初めての世界選手権「1989第9回熱気球世界選手権」を開催。参加132機（世界選手権102機/国外94機）。観客動員117万人。18タスク実施。大会期間中の臨時駅としてJRバルーンさが駅が開業する。

### 1990年（平成2年）
『熱気球太平洋選手権』を開催。熱気球では唯一の女性パイロットのランキングを決定する「レディスワールドカップ」を制定。

### 1993年（平成5年）
佐賀空港着工、建設が進むにつれバルーン飛行中止の懸念が広がる。翌1994年に両者の共存を協議する佐賀空港・熱気球調整研究会が発足。
『熱気球日本グランプリ』（後の『熱気球ホンダグランプリ』）が初めて開催される。

### 1995年（平成7年）
佐賀空港とバルーンの共存についてバルーンに警報機能付きGPSとポケットベルの搭載を義務づけ離着陸を自動管理するシステムを構築し飛行エリアを一部制限して存続していくことで合意。

### 1997年（平成9年）
『1997第13回熱気球世界選手権』を開催。参加170機（競技外58機、38ヶ国・地域）。観客動員107.1万人。21タスク実施。

### 1998年（平成10年）
佐賀空港開港後、初の大会。

### 1999年（平成11年）
佐賀で大会が開催されて20周年を迎える。

### 2000年（平成12年）
これまで開催されていた大会日程を11月下旬から日程を11月上旬に変更する。

### 2002年（平成14年）
11月4日 9時ごろ、マーカー投下を終えて着陸した1機において着陸直後にシリンダ（燃料タンク）が破損しガスが側方に噴出、機体が横倒しになり球皮が被さってバーナーの火に引火する事故が発生。乗員2人が脱出した後、機体は炎上しながら再び浮上、南東に約1.3 km飛んで農地のクリークに落下した。乗員が軽いけがを負ったほか、落下物により付近のビニールハウスが損傷したほかは被害はなかった。

### 2003年（平成15年）
50歳以上の熱気球パイロットを対象とした選手権『SAGAシニアパイロット選手権』（現在の『SAGAバルーンマスターズカップ』）が初めて開催される。

### 2005年（平成17年）
佐賀での大会開始からの延べ観客数が1500万人を突破する。

### 2006年（平成18年）
11月2日 7時30分ごろ、競技中の2つの機体がお互いに気がつかないまま片方の機体のバスケット（ゴンドラ）がもう一方の機体の球皮に乗る形で衝突する事故が発生。乗られた機体は球皮が損傷し緊急着陸、乗った機体は競技を続行した。気球を除いて人的・物的ともに被害はなかった。

### 2009年（平成21年）
佐賀で大会が開催されて30周年を迎える。

### 2010年（平成22年）
佐賀での大会開始からの延べ観客数が2000万人を突破する。

### 2012年（平成24年）- 2014年（平成26年）
2016年の熱気球世界選手権開催地に立候補。他にアルバカーキやドバイが立候補していたが、2014年3月22日に佐賀に決定した。

### 2016年（平成28年）
10月28日 - 11月6日『2016第22回佐賀熱気球世界選手権』を開催。大会史上最多の参加186機（世界選手権105機・国外98機/競技外81機　31ヶ国・地域）。大会史上最多の観客動員131万人。佐賀大会史上最多の9フライト31タスク実施。
10月29日7時38分ごろ、熱気球ホンダグランプリ最終戦に出場した1機がJR長崎本線（JRバルーンさが駅の西側約50 m付近）の架線に接触する事故が発生。球皮は15分後に回収されたが、鳥栖 - 肥前山口駅上下線で約2時間15分にかけて運転を見合わせ、約1万3000人に影響した。搭乗していた2人を含め、けが人はいなかった。
佐賀での大会開始からの延べ観客数が2500万人を突破する。

### 2019年（令和元年）
5月17日、1994年から協賛してきたパイオニアが撤退することが熱気球大会佐賀運営委員会の会合で発表された。
佐賀で大会が開催されて40周年を迎える。

### 2020年（令和2年）
6月1日、2020年の大会は10月30日 - 11月3日にかけて開催する予定だったが、新型コロナウイルス感染拡大防止のため2020年の大会を中止すると発表した。中止は1980年の開始以来初めて。今回で41回目を迎える予定だった。「密集を回避する対策が難しい。来場者の安全・安心を担保できない」と説明した。物産展やステージイベントなど関連行事も中止し、代替開催は予定していない。「バルーンチャレンジシリーズ」など、地元選手を中心とした別の大会は状況を見極めて実施するかどうかを検討する。専門家が今秋以降に感染の第2波を予想しているとして「大規模イベントには慎重な対応が求められる」と強調した。国内外の移動制限の全面的な解除の見通しも立たないため、選手や役員の受け入れ、資機材の準備が困難になると説明した。さらに、開催すれば、選手らをサポートする市民ボランティアの感染リスクも避けられないとした。「無観客や規模縮小を模索する声があったが、現実的には対応が難しい」と理解を求めた。佐賀市長の秀島敏行は「これほど影響が長引くとは思っていなかった。市にとってもつらく、断腸の思い」と述べた。
9月11日、新型コロナウイルス感染拡大防止のため、2020年大会は中止となったが、代替イベントとして「2020熱気球イベント」を開催することが発表された。大会5日目にあたる11月3日に無観客での夜間係留（バルーン30機程度）や、大会2日目、3日目にあたる10月31日と11月1日の早朝には佐賀市周辺へのバルーン飛行を行った。2021・22年は国内選手限定で競技実施。

### 2024年（令和6年）
2024年の大会は10月31日 - 11月4日にかけて開催する予定だったが、大雨の予報が出たため、大会初日のみ競技を開催して11月1日と11月2日の競技を中止すると発表。11月3日以降の競技も、嘉瀬川河川敷を使用しない方向で実施の可否を検討。会場内の出店・イベントは最終日の11月4日まで中止、バルーンさが駅、会場内駐車場、臨時駐車場も閉鎖する。

## 概要
熱気球競技大会としては日本国内のみならずアジアで最大級の参加機数の大会であり、毎年十数ヵ国の選手が70 - 80機（うち日本国内が50機程度）参加している。なお、例年30 - 40機がイベントのみに参加するためイベント全体では110機前後の規模となる。なお、熱気球世界選手権を1989年と1997年と2016年の3度、熱気球日本選手権を35回中26回（2018年時点）開催している。
開催期間は年によって変動するが、10月下旬から11月上旬にかけての約1週間で行われる。以前は国際航空連盟（FAI）カテゴリー1として開催していたが、1998年の佐賀空港開港以降は飛行制限等の影響で公認申請しない形で大会を継続している。
熱気球競技と並んで、会場となる嘉瀬川河川敷で熱気球の係留やライブ・コンサートなどの催事が行われる。佐賀市の年間観光客数の4分の1を占める同市で最も人出の多いイベントであり、秋季イベントの動員数としては同時期開催の唐津くんちを上回っている。世界選手権が行われた2016年には131万人の人出を記録、競技が天候の影響を受けるため変動があるが以降は毎年75 - 95万人程度の人出で推移していて、地域に与える経済効果は約69.0億円と試算（2015年）されている。
通常、競技は7時から行われるため観光客は日の出前の6時30分ごろと早い時間帯から集まり始める。渋滞を避けるため駐車場は佐賀市や小城市に分散させてあるが出勤の時間帯と重なることもあり、主会場近くの国道34号や国道207号は早朝に渋滞することがしばしばである。
午前と午後に分けて開催の有無が判断され、雨や強風などの悪天候が予想される場合は競技が中止され順延となることがある。ただし、競技と天候によっては一部競技のみ開催することもある。また競技の途中でも天候によって内容が変更されることもあり、天候に大きく左右されるイベントである。
メイン会場となるのは佐賀市の嘉瀬川左岸（東側）の河川敷のうち、国道34号嘉瀬大橋の北側から国道207号嘉瀬橋までの細長い区域である。北から順に駐車場、出店やイベント会場が集まる「憩いの広場」、本部エリア、競技エリア・ブリーフィングエリア、駐車場に区分されている。
「憩いの広場」には、飲食、土産物、ゲームなどを中心に毎年数百店舗が出店し賑わう。また同エリア内に設けられたイベントステージではライブやコンサート、物産展などの各種イベントも行われる。また、佐賀市を中心に周辺の広範囲で同時開催イベントが行われる。

### 広域的な飛行
メイン会場の嘉瀬川河川敷を中心にバルーンの離着陸が行われるが、練習飛行や一部の競技飛行では会場外を離陸地点やターゲット（競技を行う地点）に指定したり事前にパイロットが自ら会場外に規定された範囲内で離陸地点やターゲットを定める。
会場外では、着陸地点やターゲットは着地の際に衝撃が少ない田んぼとなることも多い。この時期、佐賀平野の水田は稲刈りが終わって土や藁に覆われ着陸可能な状態となっていることに加え佐賀市中心部を除けば着陸可能な開けた土地が広範囲に分布している。そのため、一般の田んぼにも多くのバルーンが着陸する。ただし、着陸などに関しては土地の所有者の許可が得られている。
会場に出向かなくても、佐賀市や小城市など佐賀平野の比較的広いエリアでバルーンの飛行・離着陸・競技を見ることができる。また飛行するバルーンの「追っかけ」、競技を終えて着陸した選手と着陸地域などの市民との交流なども見られ、地元でも広く親しまれている。
大会終了後にも、個人で熱気球の飛行が行われる。近年では、大会後にも小規模の大会がいくつか開催されるようになってきている。「佐賀熱気球パイロット協会」の主催で同じ嘉瀬川河川敷を主会場として、6月上旬には「佐賀市長杯・若葉杯新人戦」を開催。、11月から翌年2月にかけて「SAGAバルーンチャレンジシリーズ」（2012年まで、2017年からは再び「SAGAバルーンチャレンジシリーズ」、2013年から2016年までは「SAGAバルーンミーティング」）がそれぞれ開催されている。また佐賀熱気球パイロット協会主催で12月末には吉野ヶ里歴史公園周辺を主会場として「吉野ヶ里ウィンターバルーンフェスタ（卑弥呼杯・吉野ヶ里杯熱気球大会）」が開催されている。
※2012年冬から「佐賀市長杯・若葉杯新人戦」と「卑弥呼杯・吉野ヶ里杯」の日程を入れ替えて実施している。

## 大会
- 大会名称

佐賀インターナショナルバルーンフェスタ

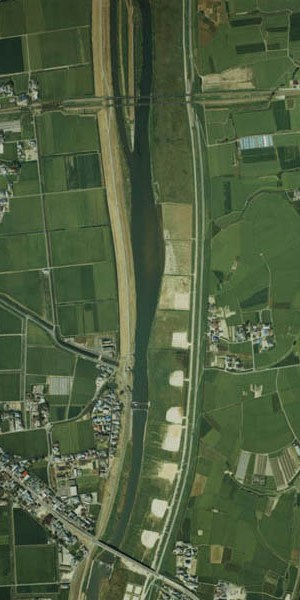
嘉瀬川河川敷の空中写真。このあたりが主会場南部となる。国土画像情報（カラー空中写真）国土交通省

- 主催：佐賀バルーンフェスタ組織委員会（Saga International Balloon Fiesta Organization / SIBFO）※略称から「シブフォ」と呼ばれることが多い。

佐賀の熱気球パイロットなどが運営する運営組織。主に熱気球に関わる競技やイベントの運営を行う。
- 共催：熱気球大会佐賀運営委員会

佐賀市など自治体・商工団体等で組織される運営組織。主にイベント、物産展、駐車場などの管理運営を行う。
- 公認：日本航空協会（JAA）・日本気球連盟（NKR）・熱気球グランプリ運営機構（Air-B）

- 特別協賛：本田技研工業

- 協賛：久光製薬・ヤクルト本社・全日本空輸・伊藤園・Cygames・CHARIS&Co. ・エバー航空

### 各大会
開催期間中、大会の中で複数の公式大会が開かれる。なお、出場には熱気球パイロットとしてのフライト50時間以上などの条件が求められる。
- パシフィック・カップ（Pacific Cup）

本大会各競技の総合成績を基に順位を競う。1位の選手には優勝杯が授与される。1984年から毎年開催（世界選手権開催の1989年は「フェスタ部門」として実施、1997年・2016年、世界選手権プレ大会として開催の2015年は実施しなかった）。
- 熱気球日本選手権（Japan National Championship）

当年の熱気球日本チャンピオンを決定する。優勝もしくは2位で翌年もしくは翌々年の熱気球世界選手権への出場権を得られる。1984年から2016年までの計33回のうち、23回をこの大会で開催。2019年は開催しない見通し。
- 熱気球ホンダグランプリ第4戦

熱気球日本グランプリ→熱気球ホンダグランプリ→熱気球ジャパンホンダグランプリ→熱気球ホンダグランプリと名称変更。開催当初から最終戦、近年は第4戦をこの大会で開催している。2006年までに全14回を開催。2001年はルクセンブルクでの大会中止に伴って熱気球ワールドホンダグランプリを同時開催した。
- SAGAバルーンマスターズカップ

フェスタ部門にエントリーの50歳以上の熱気球パイロットのみで行われる競技大会。SAGAシニアパイロット選手権→SAGAバルーンマスターズカップと名称変更。2003年から2014年まで開催。
- キー・グラブ・レース（Key Grab Race）

嘉瀬川河川敷の会場中心部に鍵をかたどった大きな「キー」を吊るしたポールが複数立てられ会場外(概ね1km以上離れる)で熱気球を離陸させて会場に向けて飛行し、低空飛行で「キー」を取る。「キー」を取ると協賛企業から商品または賞金が贈られる。最終日に競技の締めくくりとして行われるスペシャル・タスク。

## 一覧
| 回 | 開催年 | 大会名称                               | 開催都市 | 参加国数 | 参加機数 | 観客動員数 | 備考                                        |
| -- | ------ | -------------------------------------- | -------- | -------- | -------- | ---------- | ------------------------------------------- |
| —  | 1978年 | バルーンフェスタ・イン九州             | 甘木市   | 不明     | 5機      | 不明       | 競技開催なし                                |
| —  | 1979年 | バルーンフェスタ・イン九州             | 甘木市   | 不明     | 8機      | 不明       |                                             |
| 1  | 1980年 | バルーンフェスタ・イン九州             | 佐賀市   | 不明     | 14機     | 3.0万人    | この年から会場を佐賀へ移転                  |
| 2  | 1981年 | バルーンフェスタ・イン佐賀             | 佐賀市   | 不明     | 18機     | 5.0万人    |                                             |
| 3  | 1982年 | バルーンフェスタ・イン佐賀             | 佐賀市   | 不明     | 24機     | 8.0万人    |                                             |
| 4  | 1983年 | バルーンフェスタ・イン佐賀             | 佐賀市   | 不明     | 34機     | 10.0万人   |                                             |
| 5  | 1984年 | 佐賀インターナショナルバルーンフェスタ | 佐賀市   | 不明     | 49機     | 12.0万人   | この年から国際大会化                        |
| 6  | 1985年 | 佐賀インターナショナルバルーンフェスタ | 佐賀市   | 不明     | 50機     | 15.0万人   |                                             |
| 7  | 1986年 | 佐賀インターナショナルバルーンフェスタ | 佐賀市   | 不明     | 83機     | 20.0万人   |                                             |
| 8  | 1987年 | 佐賀インターナショナルバルーンフェスタ | 佐賀市   | 不明     | 76機     | 25.0万人   |                                             |
| 9  | 1988年 | 佐賀インターナショナルバルーンフェスタ | 佐賀市   | 不明     | 92機     | 35.0万人   |                                             |
| 10 | 1989年 | 佐賀熱気球世界選手権                   | 佐賀市   | 25カ国   | 132機    | 117.0万人  | 日本での開催は初                            |
| 11 | 1990年 | 佐賀インターナショナルバルーンフェスタ | 佐賀市   | 不明     | 85機     | 80.0万人   |                                             |
| 12 | 1991年 | 佐賀インターナショナルバルーンフェスタ | 佐賀市   | 不明     | 110機    | 89.0万人   |                                             |
| 13 | 1992年 | 佐賀インターナショナルバルーンフェスタ | 佐賀市   | 19カ国   | 136機    | 88.0万人   |                                             |
| 14 | 1993年 | 佐賀インターナショナルバルーンフェスタ | 佐賀市   | 17カ国   | 136機    | 63.0万人   |                                             |
| 15 | 1994年 | 佐賀インターナショナルバルーンフェスタ | 佐賀市   | 16カ国   | 119機    | 98.0万人   |                                             |
| 16 | 1995年 | 佐賀インターナショナルバルーンフェスタ | 佐賀市   | 16カ国   | 121機    | 81.0万人   |                                             |
| 17 | 1996年 | 佐賀インターナショナルバルーンフェスタ | 佐賀市   | 17カ国   | 128機    | 88.0万人   |                                             |
| 18 | 1997年 | 佐賀熱気球世界選手権                   | 佐賀市   | 38カ国   | 170機    | 107.1万人  | 日本での開催は1989年以来2回目               |
| 19 | 1998年 | 佐賀インターナショナルバルーンフェスタ | 佐賀市   | 17カ国   | 128機    | 72.0万人   | 佐賀空港開港後、初の大会                    |
| 20 | 1999年 | 佐賀インターナショナルバルーンフェスタ | 佐賀市   | 17カ国   | 123機    | 68.1万人   |                                             |
| 21 | 2000年 | 佐賀インターナショナルバルーンフェスタ | 佐賀市   | 13カ国   | 110機    | 76.5万人   | 20世紀最後の大会                            |
| 22 | 2001年 | 佐賀インターナショナルバルーンフェスタ | 佐賀市   | 18カ国   | 120機    | 71.8万人   | 21世紀最初の大会                            |
| 23 | 2002年 | 佐賀インターナショナルバルーンフェスタ | 佐賀市   | 14カ国   | 110機    | 59.5万人   |                                             |
| 24 | 2003年 | 佐賀インターナショナルバルーンフェスタ | 佐賀市   | 15カ国   | 112機    | 89.4万人   |                                             |
| 25 | 2004年 | 佐賀インターナショナルバルーンフェスタ | 佐賀市   | 14カ国   | 116機    | 99.7万人   | 25周年記念大会                              |
| 26 | 2005年 | 佐賀インターナショナルバルーンフェスタ | 佐賀市   | 14カ国   | 113機    | 79.8万人   |                                             |
| 27 | 2006年 | 佐賀インターナショナルバルーンフェスタ | 佐賀市   | 14カ国   | 114機    | 87.7万人   |                                             |
| 28 | 2007年 | 佐賀インターナショナルバルーンフェスタ | 佐賀市   | 13カ国   | 110機    | 78.7万人   |                                             |
| 29 | 2008年 | 佐賀インターナショナルバルーンフェスタ | 佐賀市   | 14カ国   | 103機    | 94.3万人   |                                             |
| 30 | 2009年 | 佐賀インターナショナルバルーンフェスタ | 佐賀市   | 15カ国   | 112機    | 86.4万人   | 30周年記念大会                              |
| 31 | 2010年 | 佐賀インターナショナルバルーンフェスタ | 佐賀市   | 14カ国   | 106機    | 92.1万人   |                                             |
| 32 | 2011年 | 佐賀インターナショナルバルーンフェスタ | 佐賀市   | 14カ国   | 98機     | 64.0万人   |                                             |
| 33 | 2012年 | 佐賀インターナショナルバルーンフェスタ | 佐賀市   | 15カ国   | 100機    | 80.3万人   |                                             |
| 34 | 2013年 | 佐賀インターナショナルバルーンフェスタ | 佐賀市   | 14カ国   | 101機    | 81.4万人   |                                             |
| 35 | 2014年 | 佐賀インターナショナルバルーンフェスタ | 佐賀市   | 14カ国   | 113機    | 85.0万人   |                                             |
| 36 | 2015年 | 佐賀インターナショナルバルーンフェスタ | 佐賀市   | 20カ国   | 127機    | 92.5万人   | FAI熱気球世界選手権プレ大会                 |
| 37 | 2016年 | 佐賀熱気球世界選手権                   | 佐賀市   | 33カ国   | 186機    | 131.0万人  | 日本での開催は2006年以来4回目               |
| 38 | 2017年 | 佐賀インターナショナルバルーンフェスタ | 佐賀市   | 18カ国   | 111機    | 88.6万人   |                                             |
| 39 | 2018年 | 佐賀インターナショナルバルーンフェスタ | 佐賀市   | 17カ国   | 108機    | 81.2万人   |                                             |
| 40 | 2019年 | 佐賀インターナショナルバルーンフェスタ | 佐賀市   | 16カ国   | 121機    | 92.8万人   | 40周年記念大会                              |
| —  | 2020年 | 佐賀インターナショナルバルーンフェスタ | 佐賀市   | 中止     | 中止     | 中止       | 中止                                        |
| 41 | 2021年 | 佐賀インターナショナルバルーンフェスタ | 佐賀市   | 不明     | 67機     | —          | 国内大会・無観客開催                        |
| 42 | 2022年 | 佐賀インターナショナルバルーンフェスタ | 佐賀市   | 不明     | 95機     | 84.9万人   | 国内大会・2019年以来3年ぶりの有観客開催     |
| 43 | 2023年 | 佐賀インターナショナルバルーンフェスタ | 佐賀市   | 16       | 125機    | 90.7万人   | 2019年以来4年ぶりに海外選手受け入れ         |
| 44 | 2024年 | 佐賀インターナショナルバルーンフェスタ | 佐賀市   | 15       | 127機    | 8.5万人    | 大雨による河川敷冠水のため大会2日目より中止 |

## 競技種目

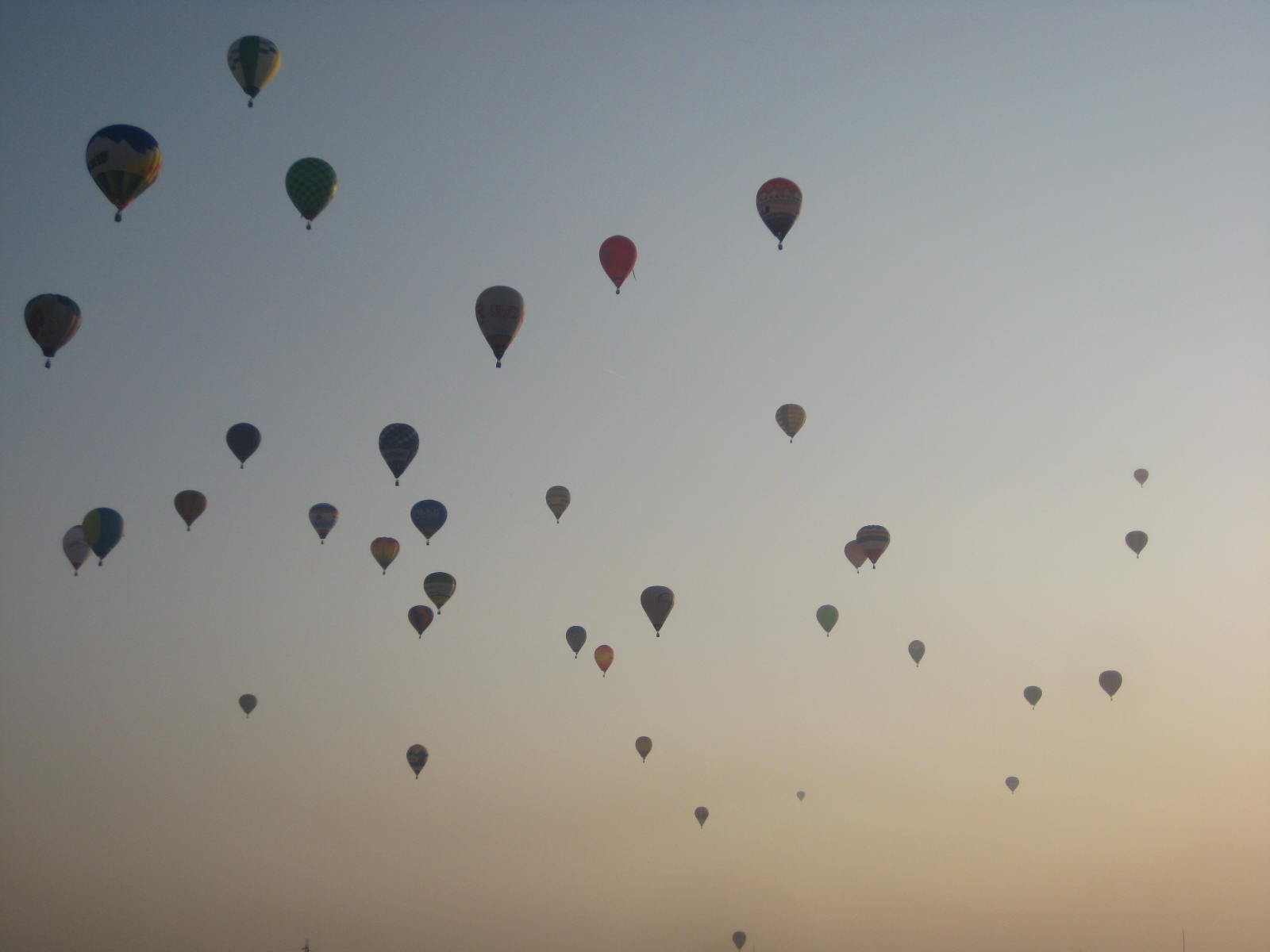
例年70-80機のバルーンが競技に参加する

熱気球競技を参照

## 同時期開催イベント

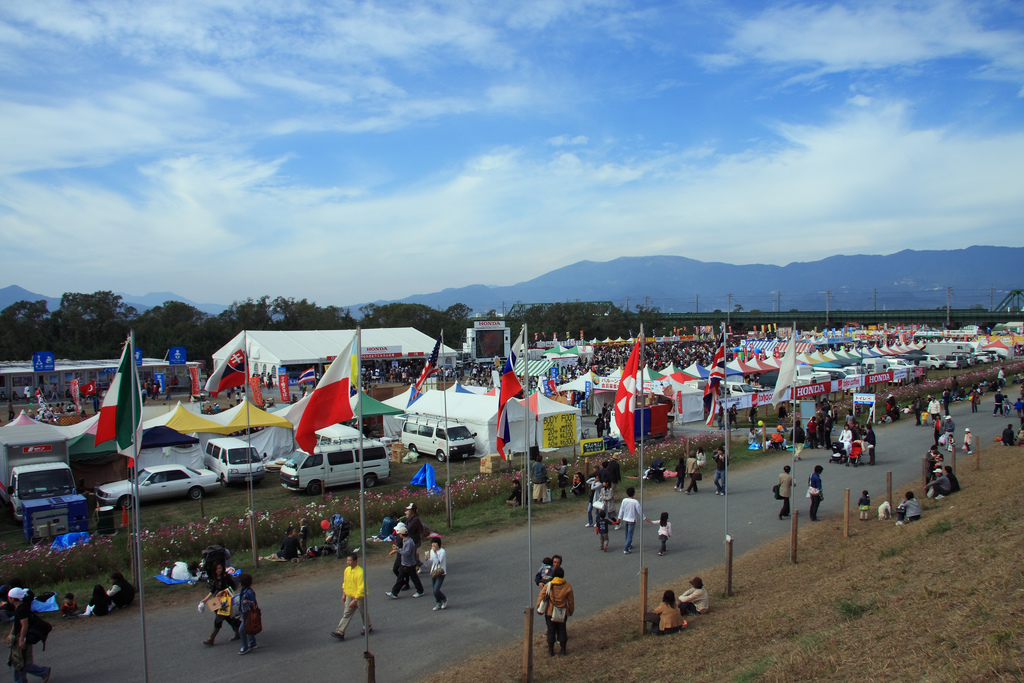
イベント会場

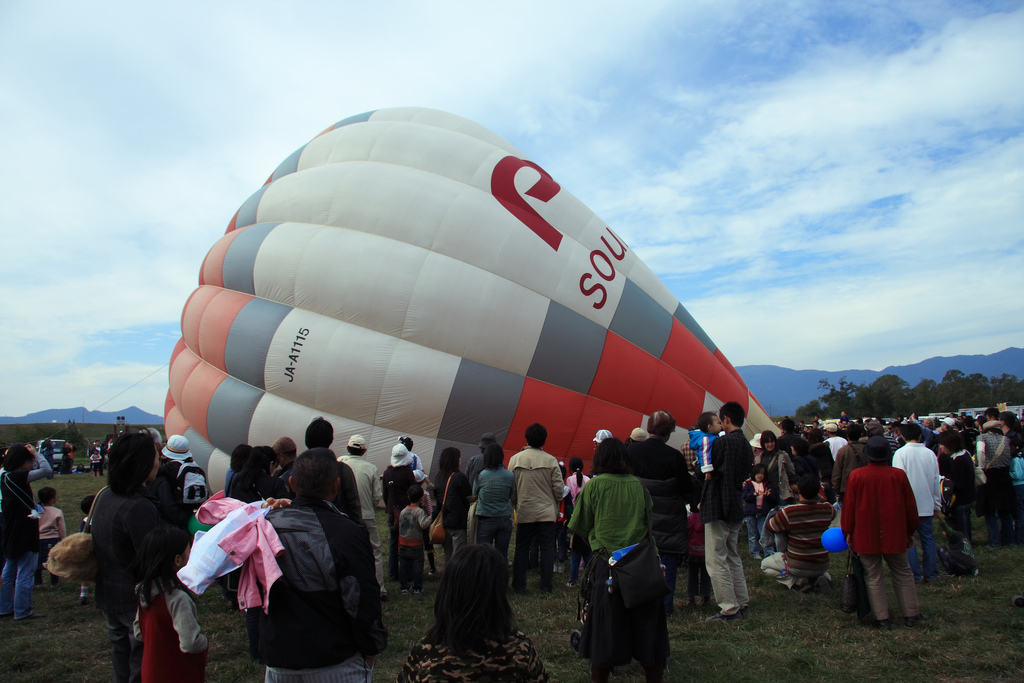
以前は熱気球の立ち上げを誰でも身近で見ることができたが、安全対策のため現在は気球教室参加者などに限られている。

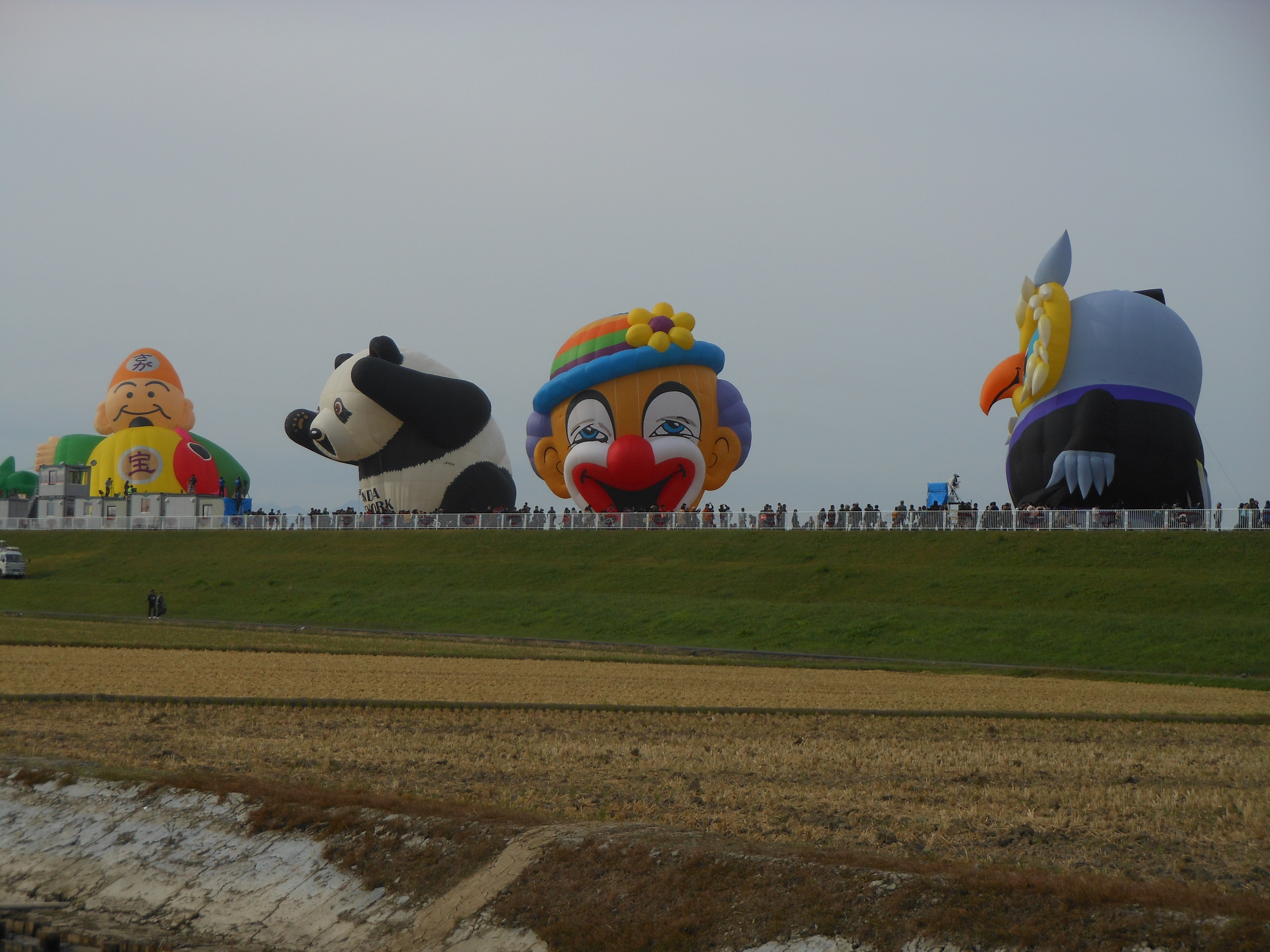
バルーンファンタジア（2015年）

### 場内
- バルーンファンタジア(BALOON FANTASIA)

アニメのキャラクターやさまざまな動物のバルーンが登場する。2006年に「ファンファンカーニバル」からこの名称に変更されている。
- キッズデー

子供を中心として、熱気球に触れたり中に入ったりする事が出来る。団体での参加は事前の申し込みが必要。個人の場合も、天候や参加人数を考慮して早めに集合することが推奨されている。
- ハートフルデー

障害を持つ人を招待し、熱気球に体験搭乗したり中に入ったりするイベント。事前の申し込みが必要。共栄火災海上保険の協賛によるイベント。2007年からは特定のイベント日を設けていない。
- ラ・モンゴルフィエ・ノクチューン（LA MONTGOLFIER NOCTURNE）

4日目と5日目（最終日）の夜（18時半頃 - ）に開催される夜間係留イベントであり、河川敷一面に並べられた熱気球がバーナーによりライトアップされる。1992年（第13回大会）から実施され、2018年（第39回大会）に25周年を迎えた。2020年（大会中止）は新型コロナウイルス（SARS-CoV-2）感染拡大防止の観点から、場所を非公開とした上で、「2020熱気球イベント」として無観客で開催した。
「モンゴルフィエ」は世界で初めて熱気球を飛ばしたフランスのモンゴルフィエ兄弟に由来、ノクチューンはフランス語で「夜想曲」の意。日本夜景遺産のひとつに登録されている。
- スポーツ&レジャーフェスティバル

子供向けを中心に十数のイベントが行われる。競輪公益資金の補助を受け、2006年と2007年に実施された。
- 気球教室

実際にバルーンに触りながら、バーナーによる気球の立ち上げから片づけまでを来場者と一緒に行う。
- ホンダトライアルバイクショー[24]

世界の一流バイクライダーがさまざまなデモンストレーションを披露する。
- スポーツカイト

スポーツカイトによるデモンストレーション。
- サッカーパーク

サガン鳥栖の選手などが参加して行うサッカー教室。
イベントステージでは大会期間中、協賛企業や後援団体が主催・支援して地元の団体や著名人などが参加して行うショー、コンサート、ライブ、NBCラジオ佐賀およびエフエム佐賀の公開生放送などのイベントが行われる。

### 場外
- サガライトファンタジー

前日には、佐賀市内の大通りのライトアップ点灯式、競技を行うパイロットなどが参加してバーナーを点灯させながら行うパレードなど前夜祭を兼ねたオープニングイベントが開催される。ライトアップはクリスマスイルミネーションなどの意味も兼ねて翌年1月ごろまで継続される。
- ザ・サンヤマチナイト

選手も参加しバルーンを通して行う、市民との交流会。2016年まで開催された。
- 嘉瀬かかしまつり
- 佐賀城下秋の骨董市（松原神社）
- 吉野ヶ里歴史公園のイベント・料金一部無料化

この他にもさまざまなサテライトイベントが開催される。

## アクセス

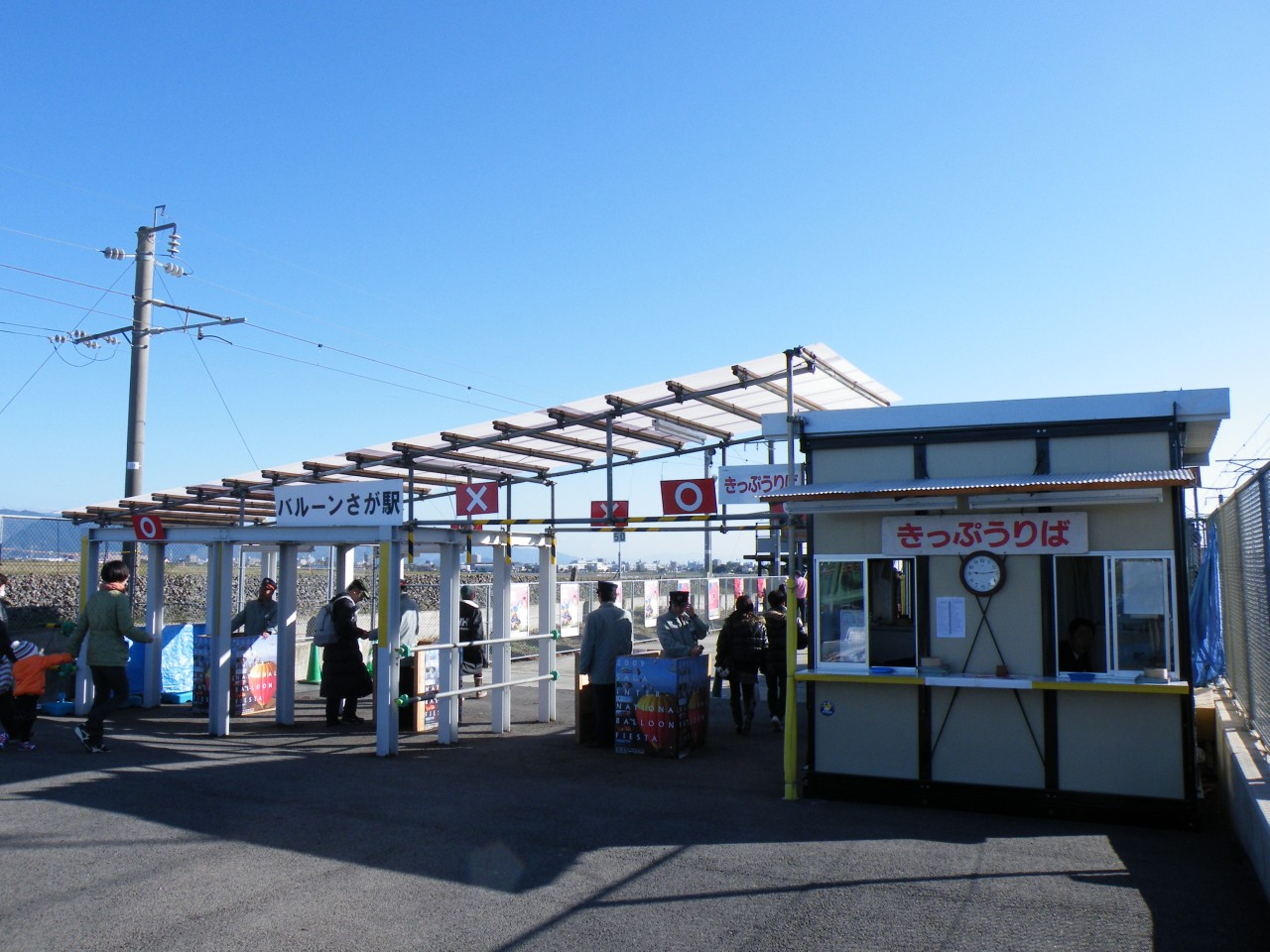
大会期間中に設置される臨時駅「バルーンさが駅」

自家用車で来場する場合、会場の有料駐車場（約4,000台）を利用する方法、佐賀市や小城市の企業・公共施設に分散して設置される有料・無料の協力駐車場に駐車したあとシャトルバスで会場に向かう方法などがある。国道34号や国道207号など幹線道路が会場付近を通過するが、競技の前後時間帯は渋滞することが多いため注意を要する。
また自転車や二輪車でのアクセスも多いため、メイン会場東側の土手下に駐輪場が設けられている。
鉄道利用の場合、大会期間中はJR九州長崎本線に臨時駅としてバルーンさが駅が設けられ、会場内北部にあってアクセスが良く、協力駐車場から鉄道経由で来場するパークアンドライドも推奨されている。普通列車のほか、特急「リレーかもめ」「みどり」などのうち8両以下の編成が停車する。
佐賀市中心市街地と会場を結ぶシャトルバスも運行される。
遠方からの場合、福岡・大分・熊本方面からは長崎自動車道・佐賀大和IC、長崎・佐世保方面からは長崎自動車道・多久ICが最寄りの高速降り口となる。空路では佐賀空港・福岡空港が近く組織委員会の案内にも掲載されている。